# Ectropis fragilis
Ectropis fragilis är en fjärilsart som beskrevs av Turner 1947. Ectropis fragilis ingår i släktet Ectropis och familjen mätare. Inga underarter finns listade i Catalogue of Life.